# Slopestyle femmes aux Jeux olympiques de 2018
Navigation
Sotchi 2014 Pékin 2022
Le slopestyle féminin des Jeux olympiques d'hiver de 2018 a lieu le 17 février 2018 à 13 h 00 au Bokwang Phoenix Park. Les qualifications ont lieu le même jour à 10 h 00. C'est la deuxième apparition de cette épreuve aux Jeux olympiques d'hiver.

## Médaillées
| Or                     | Argent                    | Bronze                         |
| Sarah Höfflin (Suisse) | Mathilde Gremaud (Suisse) | Isabel Atkin (Grande-Bretagne) |

## Résultats

### Qualification
| Rang | Dossard | Nom                        | Nationalité     | Manche 1 | Manche 2 | Meilleur score | Notes |
| ---- | ------- | -------------------------- | --------------- | -------- | -------- | -------------- | ----- |
| 1    | 17      | Emma Dahlström             | Suède           | 91,40    | 57,60    | 91,40          | Q     |
| 2    | 2       | Tiril Sjåstad Christiansen | Norvège         | 55,80    | 89,00    | 89,00          | Q     |
| 3    | 3       | Johanne Killi              | Norvège         | 87,80    | 64,20    | 87,80          | Q     |
| 4    | 12      | Isabel Atkin               | Grande-Bretagne | 13,20    | 86,80    | 86,80          | Q     |
| 5    | 23      | Mathilde Gremaud           | Suisse          | 85,40    | 71,60    | 85,40          | Q     |
| 6    | 18      | Devin Logan                | États-Unis      | 84,80    | 37,60    | 84,80          | Q     |
| 7    | 10      | Sarah Höfflin              | Suisse          | 83,0     | 21,20    | 83,00          | Q     |
| 8    | 5       | Anastasia Tatalina         | Russie (OAR)    | 27,40    | 81,00    | 81,00          | Q     |
| 9    | 15      | Yuki Tsubota               | Canada          | 65,40    | 78,20    | 78,20          | Q     |
| 10   | 8       | Katie Summerhayes          | Grande-Bretagne | 75,80    | 77,60    | 77,60          | Q     |
| 11   | 1       | Jennie-Lee Burmansson      | Suède           | 17,40    | 77,00    | 77,00          | Q     |
| 12   | 7       | Maggie Voisin              | États-Unis      | 72,80    | 73,00    | 73,00          | Q     |
| 13   | 22      | Lee Mee-hyun               | Corée du Sud    | 46,80    | 72,80    | 72,80          |       |
| 14   | 9       | Lana Prusakova             | Russie (OAR)    | 42,20    | 70,60    | 70,60          |       |
| 15   | 6       | Tess Ledeux                | France          | 69,40    | 28,40    | 69,40          |       |
| 16   | 14      | Darian Stevens             | États-Unis      | 8,20     | 64,00    | 64,00          |       |
| 17   | 20      | Lara Wolf                  | Autriche        | 10,20    | 66,40    | 66,40          |       |
| 18   | 11      | Kea Kühnel                 | Allemagne       | 19,40    | 59,60    | 59,60          |       |
| 19   | 21      | Lou Barin                  | France          | 50,60    | 38,40    | 50,60          |       |
| 20   | 13      | Dominique Ohaco            | Chili           | 16,00    | 38,60    | 38,60          |       |
| 21   | 19      | Dara Howell                | Canada          | 12,80    | 32,00    | 32,00          |       |
| 22   | 16      | Kim Lamarre                | Canada          | 22,80    | 23,60    | 23,60          |       |
| 23   | 4       | Caroline Claire            | États-Unis      | 20,00    | 16,40    | 20,00          |       |

### Finale
| Rang                                | Dossard | Nom                        | Nationalité     | Manche 1 | Manche 2 | Meilleur score | Notes |  |
| ----------------------------------- | ------- | -------------------------- | --------------- | -------- | -------- | -------------- | ----- |  |
| Médaille d'or, Jeux olympiques      | 10      | Sarah Höfflin              | Suisse          | 83,80    | 27,80    | 91,20          | 91,20 |  |
| Médaille d'argent, Jeux olympiques  | 23      | Mathilde Gremaud           | Suisse          | 88,00    | 29,40    | 29,40          | 88,00 |  |
| Médaille de bronze, Jeux olympiques | 12      | Isabel Atkin               | Grande-Bretagne | 68,40    | 79,40    | 84,60          | 84,60 |  |
| 4                                   | 7       | Maggie Voisin              | États-Unis      | 26,40    | 37,60    | 81,20          | 81,20 |  |
| 5                                   | 3       | Johanne Killi              | Norvège         | 10,20    | 76,80    | 54,40          | 76,80 |  |
| 6                                   | 15      | Yuki Tsubota               | Canada          | 74,40    | 26,40    | 40,40          | 74,40 |  |
| 7                                   | 8       | Katie Summerhayes          | Grande-Bretagne | 61,40    | 71,40    | 23,20          | 71,40 |  |
| 8                                   | 1       | Jennie-Lee Burmansson      | Suède           | 42,00    | 65,00    | 24,40          | 65,00 |  |
| 9                                   | 2       | Tiril Sjåstad Christiansen | Norvège         | 5,20     | 24,00    | 60,40          | 60,40 |  |
| 10                                  | 18      | Devin Logan                | États-Unis      | 22,60    | 56,80    | 10,60          | 56,80 |  |
| 11                                  | 17      | Emma Dahlström             | Suède           | 16,60    | 52,40    | 15,40          | 52,40 |  |
| 12                                  | 5       | Anastasia Tatalina         | Russie (OAR)    | 29,40    | 51,20    | 13,00          | 51,20 |  |